# ナタリア・ギマランエス

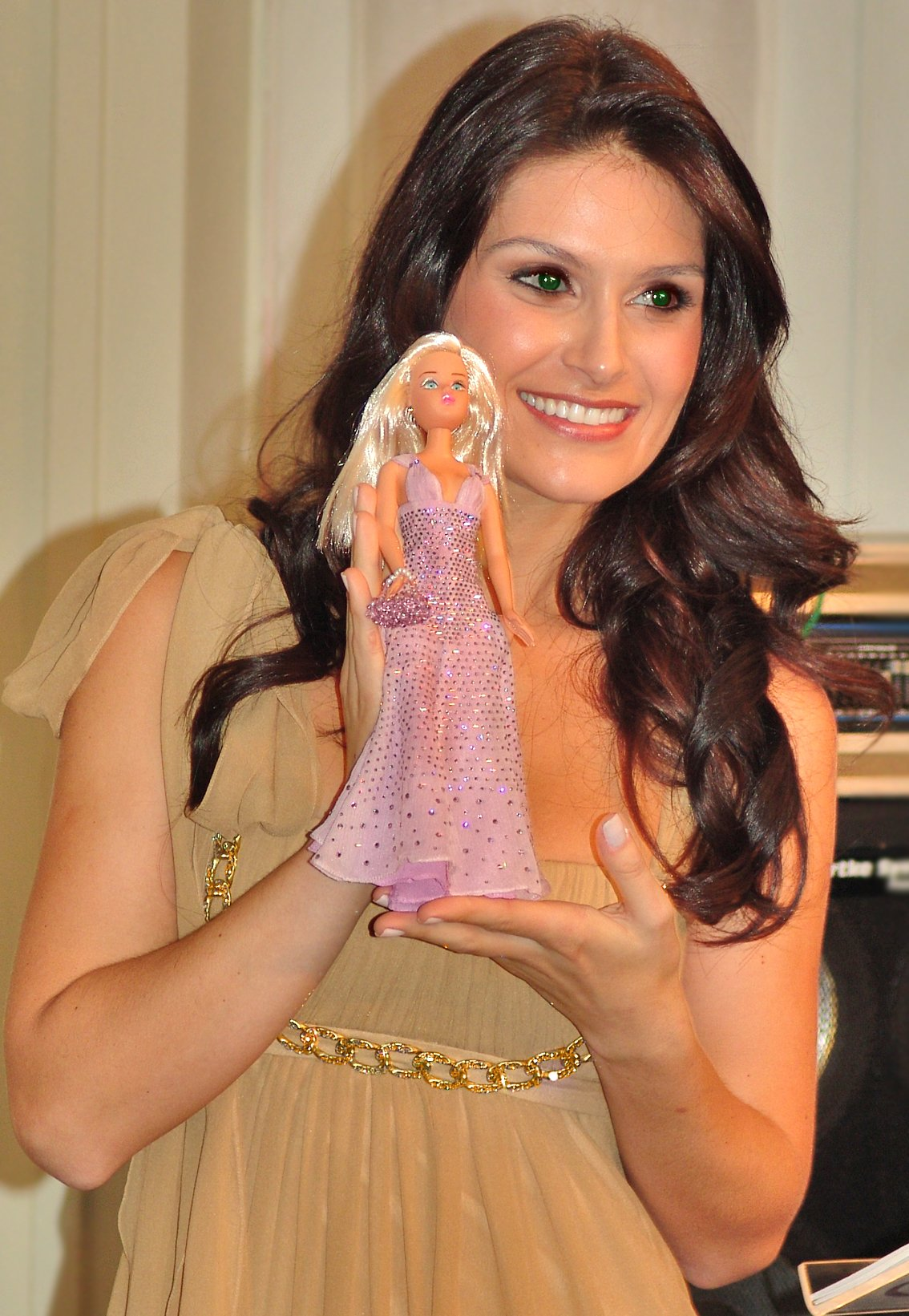
ナターリア・ギマランエス

ナタリア・ギマランエス（Natália Guimarães, 1984年12月25日 - ）はブラジル出身のモデル、ミス・コンテスト勝者。身長5フィート9インチ（175センチメートル）。ミナスジェライス州の州都ベロオリゾンテ育ちのひとりっ子。建築の道を志している。
ナタリアは2006年にミス・インターコンチネンタルに出場しセミファイナリストとなったほか、ミス・フォトジェニック賞を受賞した。2006年12月、ミス・ミナスジェライスに選ばれ、ミス・ブラジル選出大会に出場する権利を得た。その後、2007年2月14日に中国で行われた第14回トップモデル・オブ・ザ・ワールド大会に出場し、参加した51人のモデルのなかから見事第1位に選ばれた。2007年4月14日、ミス・ブラジル大会で優勝し、ミス・ユニバース世界大会出場権を得たため、トップモデル・オブ・ザ・ワールドのタイトルは第2位のMichelle De Leon（フィリピン）に譲られた。2007年5月28日、メキシコシティで行われたミス・ユニバース2007において、ナタリアは水着審査で9.560で同審査第1位の森理世にわずか0.039の差で2位につけた。続くイヴニングガウン審査では9.599と第1位のスコアを出した（森理世は8.943）。インタビュー審査では、米フィギュアスケーターのミッシェル・クワンから「heartとmindとどちらに従って生きるべきであるか」という質問を受けた。ナタリアは優勝した森に次ぎ、ミス・ユニバース総合第2位に選ばれた。